# Ars Sonora
Ars Sonora (łac. "sztuka dźwięku") – polskie studio nagraniowe i wytwórnia płytowa specjalizująca się w zakresie realizacji nagrań szeroko pojętej muzyki klasycznej: instrumentalnej, organowej, kameralnej, symfonicznej i chóralnej. Firma została założona w 2007 r. przez łódzkiego organistę i realizatora dźwięku Jakuba Garbacza.
Ars Sonora współpracuje m.in. z Filharmonią Łódzką, Radiem Łódź, Salezjańskimi Szkołami Muzycznymi w Lutomiersku, Akademią Muzyczną im. Grażyny i Kiejstuta Bacewiczów w Łodzi oraz z licznymi rozgłośniami radiowymi, stacjami telewizyjnymi i kościołami, w tym również posiadającymi doskonałe, koncertowe organy. Jej nakładem ukazały się nagrania m.in. takich wykonawców jak: Julian Gembalski, Michał Markuszewski, Paweł Gusnar, Witold Zalewski, Michele Croese, Bartosz Jakubczak, Włodzimierz Siedlik czy Mulierum Schola Gregoriana Clamaverunt Iusti.
Wydany w grudniu 2015 r. album Verbum Incarnatum (nr kat. ARSO-CD-59), uzyskał prestiżową nagrodę Fryderyk 2016 w kategorii Album Roku – Muzyka Dawna.